# Vespasiano Genuino
Vespasiano Genuino (né le 25 septembre 1552 à Gallipoli et mort en mai 1637) est un sculpteur sur bois et graveur italien, actif dans l’extrême sud de l’Italie à la période baroque à la fin du XVIe  et au début du XVIIe siècle.

## Biographie
La vie de Vespasiano Genuino est mal connue : on sait que sa famille est originaire de Naples et qu’il a été lié à l’ordre des Théatins très engagés dans la Contre-réforme catholique.
En 1584, il devint un des décurions de Gallipoli (un des administrateurs de la ville) et en 1597, il épousa Giulietta D'Aci, de laquelle naquirent cinq enfants, dont Giovanni Bernardino, qui devint plus tard théatin et architecte de la Basilique Cocathédrale de Sant'Agata di Gallipoli. 

## Œuvres
Les œuvres de Sebastiano Genuino appartiennent à l’art religieux de son époque : il a traité avec réalisme les sujets traditionnels des crucifixions, des piétas et des vierges dans l’esprit de l’esthétique baroque.
La première œuvre assurée de l'artiste est constituée par les fonts baptismaux sculptés en 1588 pour la  basilique-cathédrale Sant'Agata di Gallipoli , commandés par l'évêque de la ville, l'Espagnol Sebastiano Quintero Ortis. L’objet est actuellement conservé dans l'église Santa Maria della Lizza à Alezio. 
Vers la fin du XVIe siècle, Sebastiano Genuino travailla principalement à Lecce où il réalisa le grand Crucifix en bois et les bas-reliefs du couronnement de la Vierge sous la colombe du Saint-Esprit pour l'église Santa Maria delle Grazie.
Ses œuvres les plus notables sont sans doute les statues en bois conservées dans la chapelle du Crucifix de la  Chiesa di San Francesco D'Assisi de Gallipoli, commanditée par le gentilhomme espagnol don Josè della Cueva : il s’agit de la représentation réaliste des deux larrons crucifiés en même temps que le Christ, les deux crucifix de grande taille ornant deux parois de la chapelle. Le Mauvais larron (il Mal Ladrone) a particulièrement impressionné le poète Gabriele D'Annunzio lors de sa visite de la ville de Gallipoli en 1895. Il en a relevé l’horrible beauté : « Il fantoccio ha una strana espressione di vita atroce» (= Le pantin a une étrange expression de vie atroce).